# 再生混合燃料
再生混合燃料またはREMIX燃料（英: Remix Fuel）は、使用済み核燃料から回収したウランとプルトニウムから製造した核燃料であり、ロシアの「閉じた」核燃料サイクルを実現する取り組みの中で開発された。西欧諸国や東アジア諸国で利用されているMOX燃料は、一般に劣化ウランと4%から7%の原子炉級プルトニウムからなるが、MOX燃料を安全上の懸念なしに炉心全体に装荷可能な原子炉はごく一部の第二世代炉と第三世代炉の約半分に限られる。一方、低濃縮ウラン燃料を使用するすべての軽水炉では、通常の運転中にプルトニウムが生成されている。運転サイクル中に生成されるプルトニウムの濃度は、炉心における核分裂反応によって発生するエネルギーに対してプルトニウムの核分裂によるものが有意な割合となるほどに増加する。運転中に「増殖」したプルトニウム239の約半分は核分裂し、残りの25％はさらなる中性子捕獲によって他のプルトニウム同位体（主にプルトニウム240）となる。この結果、新しい酸化ウラン燃料ではウラン235の核分裂反応のみしか起きないが、運転末期になると炉心での核分裂反応の半分をプルトニウム239の反応が占めるようになる。この時点では、ウラン235の核分裂により生じるエネルギーは全体の33%ほどになり、残りは増殖したプルトニウム239の核分裂によって生じている。ただし、通常の熱中性子炉の熱中性子スペクトルはプルトニウム239の核分裂にはあまり適さないため、燃料の組成はウラン100%からウラン96%・プルトニウム1%・超ウラン元素および核分裂生成物3%程度になっていく。核燃料を炉心に長く留め置くほどウランの割合は減少し、それ以外の成分は増加していく。実際のところ、すべての原子炉は、MOX燃料のように高濃度のプルトニウムを含む場合は別にして、1%の原子炉級プルトニウムを含む燃料で問題なく運転できることが以前から知られている。
ロシアは、10年近い歳月を費やして、MOX燃料の製造で用いられるPUREX法のようなウランとプルトニウムを分離しない方法で使用済み核燃料を再処理できる技術を開発した。こうして回収したウランと原子炉級プルトニウムの混合物を酸化物に変換した上で、新しい酸化物燃料を加えて全体として4%のウラン235と1%の原子炉級プルトニウムを含むように調製することで再生混合燃料が作られる。原子炉に装荷する試験は2016年に開始され、2020年2月にはロシア型加圧水型原子炉（VVERシリーズ）用の燃料として市場展開された。2021年11月10日には、すべて再生混合燃料で構成した燃料集合体6基が完成し、今後商用炉での実証運転を行う予定であることが発表された。